# Lavatera occidentalis
Lavatera occidentalis là một loài thực vật có hoa trong họ Cẩm quỳ. Loài này được S. Watson mô tả khoa học đầu tiên năm 1875.